# Continental Basketball Association 1982-1983
La stagione CBA 1982-83 fu la 37ª della Continental Basketball Association. Parteciparono 12 squadre divise in tre gironi.
Rispetto alla stagione precedente si aggiunsero gli Albany Patroons, i Detroit Spirits, gli Ohio Mixers, i Reno Bighorns, i Wisconsin Flyers e i Wyoming Wildcatters. Gli Alberta Dusters si trasferirono a Las Vegas, diventando i Las Vegas Silvers. Durante la stagione si trasferirono ad Albuquerque, rinominandosi Albuquerque Silvers. Gli Anchorage Northern Knights e gli Atlantic City Hi-Rollers fallirono.

## Squadre partecipanti
- Albany Patroons
- Billings Volcanos
- Detroit Spirits
- Lancaster Lightning
- Las Vegas Silvers /  Albuquerque Silvers
- Maine Lumberjacks
- Montana G. Nuggets
- Ohio Mixers
- Reno Bighorns
- Rochester Zeniths
- Wisconsin Flyers
- Wyoming Wildcat.

## Classifiche

### Eastern Division
| Squadra             | V  | P  | QW    | PTS   |
| ------------------- | -- | -- | ----- | ----- |
| Rochester Zeniths   | 29 | 15 | 106,5 | 193,5 |
| Lancaster Lightning | 30 | 14 | 95,5  | 185,5 |
| Maine Lumberjacks   | 22 | 22 | 88,0  | 154,0 |
| Albany Patroons     | 16 | 28 | 75,5  | 123,5 |

### Central Division
| Squadra          | V  | P  | QW   | PTS   |
| ---------------- | -- | -- | ---- | ----- |
| Detroit Spirits  | 26 | 18 | 92,0 | 170,0 |
| Ohio Mixers      | 17 | 27 | 81,5 | 132,5 |
| Wisconsin Flyers | 14 | 30 | 78,0 | 120,0 |

### Western Division
| Squadra                       | V  | P  | QW    | PTS   |
| ----------------------------- | -- | -- | ----- | ----- |
| Montana Golden Nuggets        | 33 | 11 | 104,0 | 203,0 |
| Wyoming Wildcatters           | 22 | 22 | 86,0  | 152,0 |
| Billings Volcanos             | 20 | 24 | 86,0  | 146,0 |
| Las Vegas/Albuquerque Silvers | 17 | 27 | 85,0  | 136,0 |
| Reno Bighorns                 | 18 | 26 | 78,0  | 132,0 |

## Play-off

### Finali di conference
| 15 marzo | Rochester Zeniths | 150 – 125 | Detroit Spirits |  |

| 16 marzo | Rochester Zeniths | 100 – 98 | Detroit Spirits |  |

| 17 marzo | Detroit Spirits | 124 – 119 (d.2t.s.) | Rochester Zeniths |  |

| 20 marzo | Detroit Spirits | 118 – 114 | Rochester Zeniths |  |

| 21 marzo | Detroit Spirits | 128 – 116 | Rochester Zeniths |  |

| 16 marzo | Montana Golden Nuggets | 134 – 132 | Wyoming Wildcatters |  |

| 18 marzo | Montana Golden Nuggets | 125 – 134 | Wyoming Wildcatters |  |

| 20 marzo | Wyoming Wildcatters | 118 – 123 | Montana Golden Nuggets |  |

| 21 marzo | Wyoming Wildcatters | 111 – 117 | Montana Golden Nuggets |  |

### Finale CBA
| 25 marzo | Detroit Spirits | 99 – 94 | Montana Golden Nuggets |  |

| 26 marzo | Detroit Spirits | 88 – 110 | Montana Golden Nuggets |  |

| 27 marzo | Detroit Spirits | 109 – 107 | Montana Golden Nuggets |  |

| 29 marzo | Montana Golden Nuggets | 109 – 107 | Detroit Spirits |  |

| 30 marzo | Montana Golden Nuggets | 128 – 136 (d.2t.s.) | Detroit Spirits |  |

| 1º aprile | Montana Golden Nuggets | 107 – 104 | Detroit Spirits |  |

| 2 aprile | Montana Golden Nuggets | 102 – 106 | Detroit Spirits |  |

### Tabellone
|  | Semifinali | Semifinali | Semifinali |         |         | Finale  | Finale | Finale |  |
|  |            |            |            |         |         |         |        |        |  |
|  | 1E         | Rochester  | 2          |         |         |         |        |        |  |
|  | 1E         | Rochester  | 2          |         |         |         |        |        |  |
|  | 1C         | Detroit    | 3          |         |         |         |        |        |  |
|  | 1C         | Detroit    | 3          |         | Detroit | Detroit | 4      |        |  |
|  |            |            |            |         | Detroit | Detroit | 4      |        |  |
|  |            |            | Montana    | Montana | 3       |         |        |        |  |
|  | 2W         | Wyoming    | Montana    | Montana | 3       | 1       |        |        |  |
|  | 2W         | Wyoming    |            |         |         |         |        |        |  |
|  | 1W         | Montana    | 3          |         |         |         |        |        |  |

## Vincitore
| Campione CBA 1983           |
| --------------------------- |
| Detroit Spirits (1º titolo) |

## Statistiche
| Categoria             | Giocatore     | Squadra                | Stat |
| --------------------- | ------------- | ---------------------- | ---- |
| Punti per gara        | Ron Davis     | Billings Volcanos      | 30,3 |
| Rimbalzi per gara     | Clarence Kea  | Detroit Spirits        | 13,8 |
| Assist per gara       | Robert Smith  | Montana Golden Nuggets | 9,4  |
| Palle rubate per gara | Willie Smith  | Rochester Zeniths      | 2,6  |
| Stoppate per gara     | Charles Jones | Maine Lumberjacks      | 4,0  |
| FG%                   | Alan Taylor   | Reno Bighorns          | 61,2 |
| FT%                   | Robert Smith  | Montana Golden Nuggets | 93,5 |

## Premi CBA
- CBA Most Valuable Player: Robert Smith, Montana Golden Nuggets
- CBA Coach of the Year: George Karl, Montana Golden Nuggets
- CBA Newcomer of the Year: Mike Davis, Albany Patroons
- CBA Rookie of the Year: Mike Sanders, Montana Golden Nuggets
- CBA Playoff MVP: Tico Brown, Detroit Spirits
- All-CBA First Team
  - Robert Smith, Montana Golden Nuggets
  - Lowes Moore, Billings Volcanos
  - Mike Davis, Albany Patroons
  - Mike Sanders, Montana Golden Nuggets
  - Charles Thompson, Wyoming Wildcatters
- All-CBA Second Team
  - John Douglas, Montana Golden Nuggets
  - Al Smith, Rochester Zeniths
  - Geoff Crompton, Montana Golden Nuggets
  - Clarence Kea, Detroit Spirits
  - Larry Spriggs, Albany Patroons
- CBA All-Defensive First Team
  - John Douglas, Montana Golden Nuggets
  - Tony Guy, Wyoming Wildcatters
  - Charles Jones, Maine Lumberjacks
  - Terry Stotts, Montana Golden Nuggets
  - Curtis Berry, Lancaster Lightning
- CBA All-Defensive Second Team
  - David Burns, Ohio Mixers
  - Keith Hilliard, Lancaster Lightning
  - Mike Davis, Albany Patroons
  - Mike Sanders, Montana Golden Nuggets
  - Tony Brown, Ohio Mixers